# HD90742
HD90742 — хімічно пекулярна зоря спектрального класу
A2 й має видиму зоряну величину в смузі V приблизно 10,1.